# Gomophia sphenisci
Gomophia sphenisci är en sjöstjärneart som först beskrevs av A.M. Clark 1967.  Gomophia sphenisci ingår i släktet Gomophia och familjen Ophidiasteridae. Inga underarter finns listade i Catalogue of Life.